# 밤을 잊은 그대에게
《유지원의 밤을 잊은 그대에게》는 대한민국의 방송국인 한국방송공사의 라디오 채널 KBS 해피FM에서 매일 밤 10시부터 밤 12시까지 방송되는 대중음악, 연예오락 전문 라디오 프로그램이다. 1964년 5월에 라디오 서울(RSB)에서 첫 방송이 시작되어, 1965년 중앙라디오, 1966년 동양방송, 1980년 KBS 제3방송과 1981년 KBS 제2라디오(해피FM)를 거쳐 가장 현존하고 있는 최장수 오락 프로그램이며, 방송한 지 50년이 훌쩍 넘는 최장수 프로그램이다. 2017년 9월 4일에는 KBS 언론노조 총파업으로 인하여, DJ 강서은이 프로그램 진행을 보이콧하게 되어 그 시간대에 KBS 2FM에서 방송되는 키스 더 라디오가 재송출되다가 2018년 1월 24일에 방송이 재개되었다. 2004년 5월 9일에 방송 40주년을 맞이했고, 2014년 5월 9일에 방송 50주년을 맞이했으나, 2024년 5월 9일에 방송 60주년을 맞이했다. 단, 이 프로그램은 모두 전국방송이다.

## DJ
- 아나운서 유지원(여)

## 코너 소개
- 매일 코너
  - 생각이 켜진 밤
- 요일 코너
  - 월요일~금요일: 1일 1팝
  - 토요일: 밤의 여행자들
  - 일요일: 그 주의 팝

## 역대 DJ
- 이성화(1964~1972)
- 양희은(1972~1974)
- 서유석(1974~1975)
- 황인용(1975~1981), 1980년 11월 30일까지 TBC로 방송 / 1980년 12월 1일부터 KBS로 방송 시작
- 송승환(1981~1982), KBS 제2라디오로 방송시작
- 이홍렬, 이성미(1982~1983)
- 김창완, 김현주(1984~1985)
- 박중훈(1985~1986)
- 원종배(1986~1987)
- 배한성, 길은정(1987~1988)
- 최수종, 하희라(1988~1990)
- 변진섭(1990~1991)
- 송승환(1991~1991. 5.)
- 노영심(1992. 10.~1993)
- 손무현(1993~1994)
- 김호진(1994~1995)
- 황필호(1995~1996)
- 오재호(1996~1999)
- 김지수, 김정은, 황수정(1999~2001)[1]
- 손미나(2001. 6. 7.~2002. 10.)
- 박진희(2002. 10.~2003. 11. 3.)
- 신애라(2003. 11. 4.~2004. 10. 18.)
- 이지희(2004. 10. 19.~2005. 5. 2.)
- 이소라(2005. 5. 3.~2005. 10. 24.)
- 손미나(2005. 10. 25.~2007. 4. 16.)
- 고민정(2007. 4. 17.~2009. 4.)
- 소유진(2009. 4.~2010. 12.)
- 유영석(2011. 1.~2013. 10.)
- 임지훈(2013. 10.~2016. 4.)
- 강서은(2016. 4. 25.~2017. 9. 3., 2018. 1. 24.~9. 30.)
- 유지원(2018. 10. 1.~현재)[2]

## 에피소드

### TBC 마지막 방송
1980년 11월 30일에 언론통폐합으로 인하여 TBC가 KBS로 넘어가기 직전에 마지막으로 했던 방송이 이 프로그램이었다. 당시 진행자는 황인용 아나운서였는데 자정이 다가오고 프로그램 종료 5분을 남겨두고 울먹이면서 아래와 같이 고별인사를 하였다.  당시 방송 시간은 밤 11시부터 익일 새벽 1시까지였지만 그 날은 자정을 기점으로 TBC의 전파송출을 중단해야 했기 때문에 1시간만 진행을 했다.
남은 5분이 남은 5분이… 남은 5분이 너무 야속합니다. 10분이었으면 좋겠습니다. 5분이 10분이 될 수는 없습니까? 여러분이 아껴주시던 동양방송은 사라져도... 여러분의 가슴에 오래오래 동양방송의 기억을 소중히 묻어주시면 감사하겠습니다. 아 4분입니다. 안녕히 계십시오. 안녕히 계십시오. 여기는 TBC 동양방송 입니다. 여러분의 방송이었던 TBC 동양방송 입니다. 다시 만날 때까지 몸 건강히 안녕히 계십시오. 하시는 일이 뜻대로 이루어지시고 하느님의 가호가 항상 TBC 가족이셨던 여러분과 함께 하기를 빌면서 물러갑니다. 저도 이제 헤드폰을 벗겠습니다. 감사합니다. 감사합니다. 그리고 이 정이 든 제 7스튜디오를 아니 동양방송은 이제 떠나겠습니다. 이제 동양방송은 3분입니다. 끝으로 동양방송의 호출부호를 여러분께 다시 한 번 알려드리겠습니다. 여기는 … 육백 삼십 … 구 킬로헤르츠… HLKC … 동양…방송입니다...."

### 폐지, 그리고 부활
이 프로그램은 1991년 5월 5일 자로 폐지되었다. 당시 진행은 송승환이 맡았는데 청소년을 대상으로 하는 오락 위주에서 생활정보로 전환하려는 당시 KBS의 프로그램 방침이 있었기 때문이다. 그러다가 1992년 KBS의 가을 개편에 따라 노영심이 진행하는 것으로 다시 시작을 하였다.

## 특이 사항
- 클로징, 시보음 없이 매년 12월 31일에 해피FM 단독 새해맞이 카운트다운이 함께 진행되었다.
- 평일에 1부는 생방송, 2부는 녹음 방송으로 진행된다.

## 같이 보기
관련 항목
- 대중음악
- 연예오락

방송 프로그램
- 써클하우스, 관계자 외 출입금지(SBS TV)
- 썰전(JTBC)
- 속풀이쇼 동치미, 판도라(MBN)
- 강적들(TV조선)
- 외부자들(채널A)
- 오늘 아침 1라디오, 세상의 모든 정보, 라디오 전국일주, 오늘 밤 1라디오(KBS 1라디오)
- 김이나의 별이 빛나는 밤에(MBC FM4U)
- 임형주의 너에게 주는 노래(cpbc FM)